# シャラフ・ラシドフ
シャラフ・ラシドヴィチ・ラシドフ（ウズベク語: Шароф Рашидович Рашидов、ロシア語: Шараф Рашидович Рашидов、1917年11月6日 - 1983年10月31日）は、ウズベク・ソビエト社会主義共和国の政治家、ソ連共産党員。

## 生涯
ジザフ出身。1941年、サマルカンド国立大学、1948年、ソ連共産党中央委員会附属高等党学校（通信教育）を卒業。
- 1941年：サマルカンドの「レーニン・ユールイ」紙の責任書記、副編集長、編集長
- 1941年8月：ソ連軍における党業務
- 1943年：サマルカンド紙編集長
- 1944年 - 1947年：ウズベキスタン共産党サマルカンド州委員会書記
- 1947年 - 1949年：「キジル・ウズベキスタン」紙編集長
- 1949年 - 1950年：ウズベキスタン作家連盟理事長
- 1950年 - 1959年：ウズベク・ソビエト社会主義共和国最高会議幹部会議長
- 1959年：ウズベキスタン共産党中央委員会第一書記

1961年からソ連共産党中央委員会政治局員候補。第3期 - 第10期ソ連最高会議代議員。
社会主義労働英雄（1974年、1977年）。レーニン賞を受賞。